# IC 3276
IC 3276 ist eine elliptische Galaxie vom Hubble-Typ E3 im Sternbild Haar der Berenike am Nordsternhimmel, die schätzungsweise eine Milliarde Lichtjahre von der Milchstraße entfernt ist.

Im selben Himmelsareal befinden sich u. a. die Galaxien IC 3264, IC 3277, IC 3300, IC 3302.
Das Objekt wurde am 23. März 1903 von dem deutschen Astronomen Max Wolf entdeckt.